# 1232
Година 1232 (MCCXXXII) била је преступна година која је почела у четвртак.
1232 је била преступна година.

## Догађаји
- Википедија:Непознат датум — Еразмо III из Романа, господар Тревиђана у савезу с Фридрихом II у име цара завладао је гвелфском Вероном, због чега је избио рат у марки Тревизо.
- Википедија:Непознат датум — Римски сенатор Ђовани ди Поло, а следеће године и сенатор Лука Савели, провели су политику против папе проширивши јурисдикцију и фискалне терете комуне и на клер.
- Википедија:Непознат датум — Цар Фридрих II потврдио је Constitutio in favorem principium, који је годину дана раније одобрио немачким принчевима његов син Хенрик VII; њом се санкционише претварање великих феудалаца у независне територијалне принчеве унутар властитих поседа.
- Википедија:Непознат датум — У Алмохадском калифату Абу'л-Ула Идрис ел Ма'муна наследио је Абд ел Вахид ар-Раша.
- Википедија:Непознат датум — Бугарски цар Јован Асен II прекунуо је односе с Римском црквом.
- Википедија:Непознат датум — Након што је загосподарио Кипром, Фридрих II послао је део војске под водством заповедника Ричарда Филангиерија да загосподаре Бејрутом и потчине сиријске бароне. Ипак, они су поразили Филангиерија и задржали Бејрут.